# Xiaolong (sockenhuvudort i Kina, Jiangxi Sheng, lat 25,54, long 115,54)
Xiaolong är en sockenhuvudort i Kina. Den ligger i provinsen Jiangxi, i den sydöstra delen av landet, omkring 350 kilometer söder om provinshuvudstaden Nanchang. Antalet invånare är 12 973. Befolkningen består av 6 464 kvinnor och 6 509 män. Barn under 15 år utgör 29,0 %, vuxna 15-64 år 63 %, och äldre över 65 år 6,0 %.
Runt Xiaolong är det ganska tätbefolkat, med 129 invånare per kvadratkilometer. Närmaste större samhälle är Tianxin, 16,4 km söder om Xiaolong. I omgivningarna runt Xiaolong växer huvudsakligen savannskog.
Genomsnittlig årsnederbörd är 1 936 millimeter. Den regnigaste månaden är maj, med i genomsnitt 372 mm nederbörd, och den torraste är oktober, med 18 mm nederbörd.